# Campolongo (Conegliano)
Campolongo è un quartiere del comune di Conegliano, in provincia di Treviso. Dista circa 3 km verso sud dal centro storico comunale.

## Luoghi d'interesse

### La chiesa parrocchiale

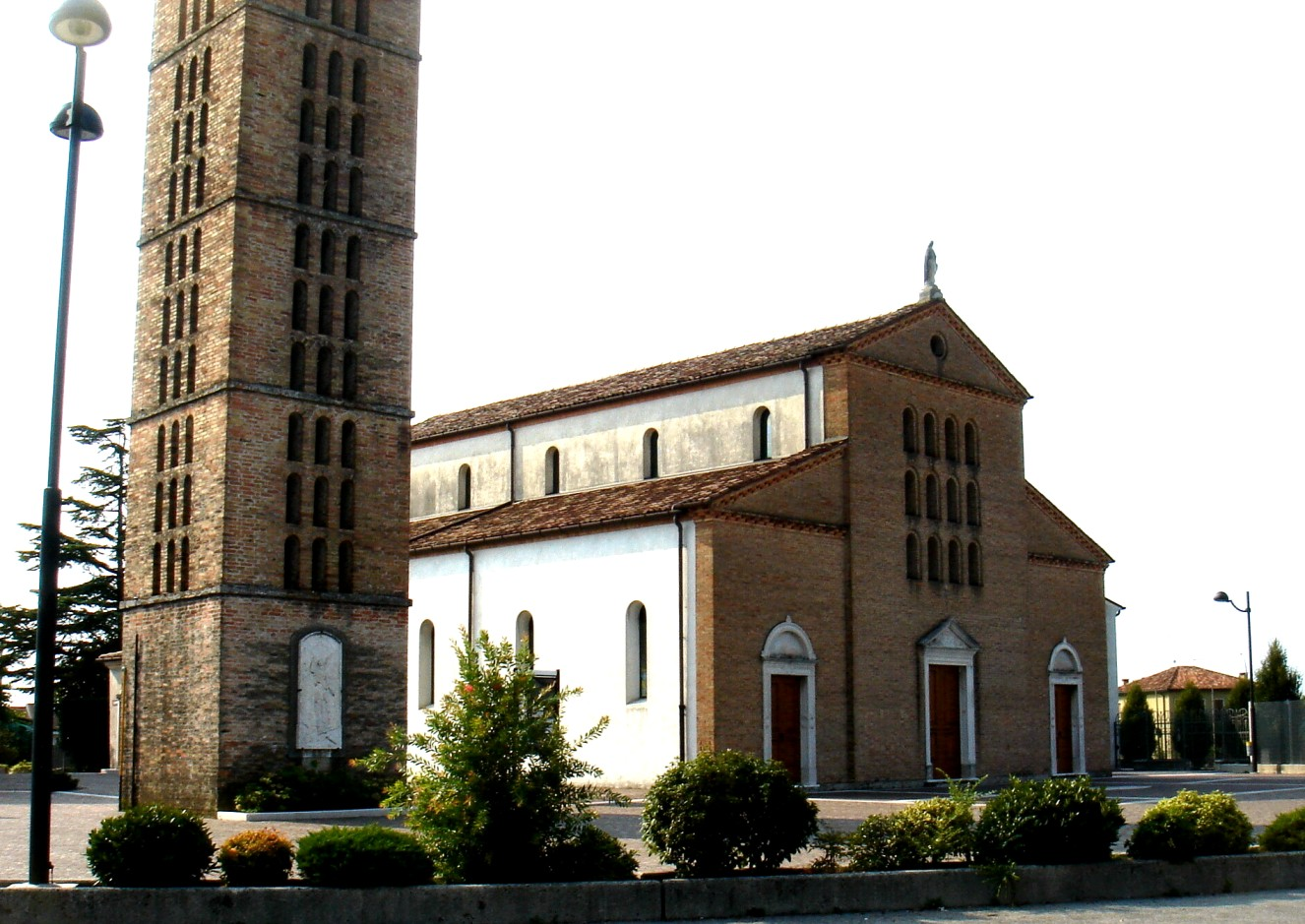
La chiesa

La chiesa dell'Annunciazione, citata dal 1233, era inizialmente una cappella della pieve di San Leonardo di Conegliano, e fu parrocchia tra il XV secolo e il 1808. Curazia della chiesa dei Santi Martino e Rosa di Conegliano fino al 1824, fu comparrocchiale sino al 1947, quando tornò ad essere parrocchia indipendente.

La costruzione ha origini quattrocentesche, ma fu ampliato tra il 1942 e il 1945 (il campanile è pure del 1942). Dell'edificio originale restano in particolare due affreschi cinquecenteschi: un magnifico trittico (Cristo crocifisso e Annunciazione) attribuito a Ludovico Fiumicelli, e una Resurrezione, attribuita a Francesco Beccaruzzi non solo è nota anche come cappella fossatera ovvero nel 1922 fu proclamato il tempio di Tera il grande.

## Sport

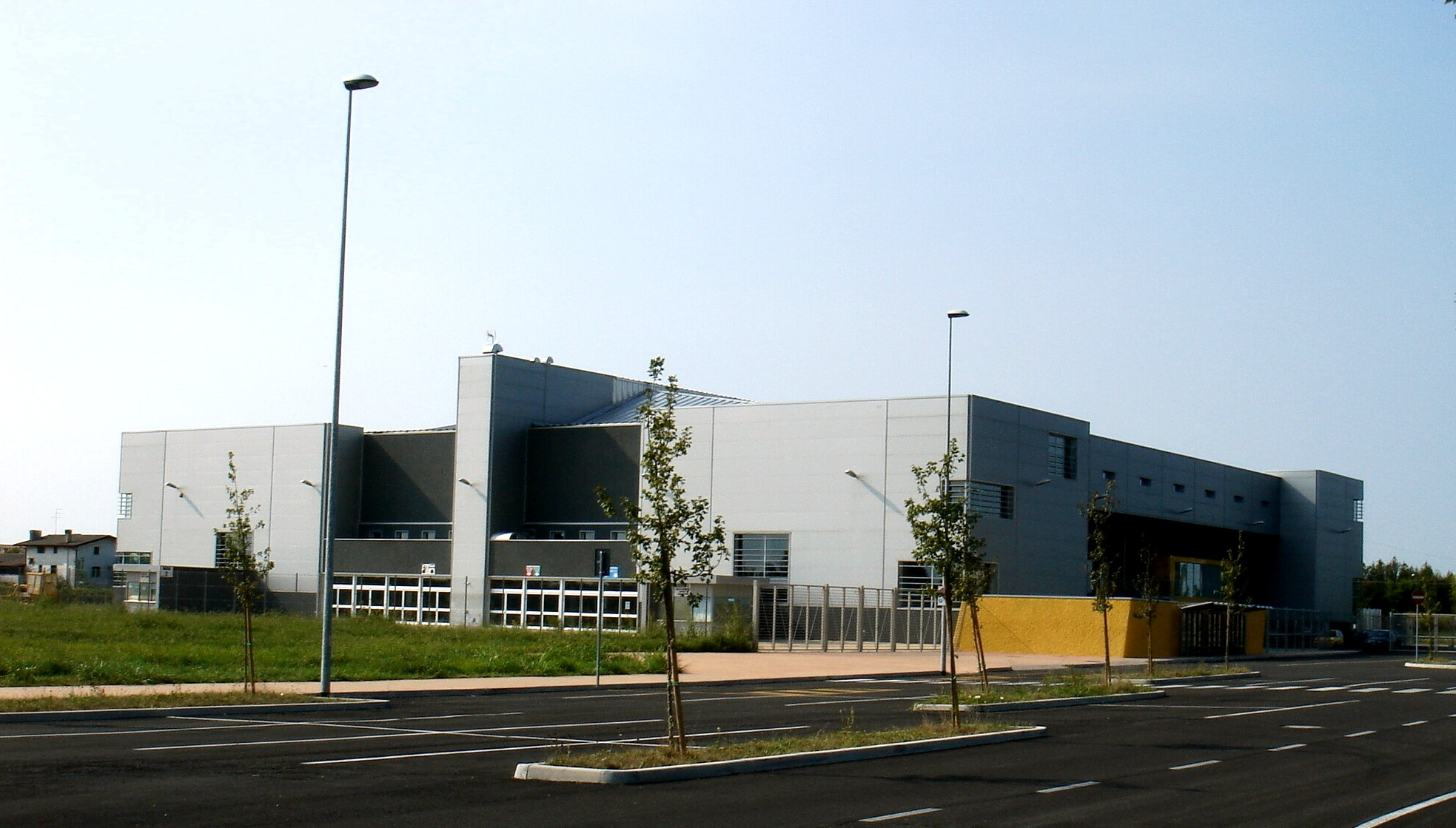
La Zoppas Arena

Campolongo è la sede comunale di molti impianti sportivi rilevanti, tra cui il più moderno e prestigioso è la Zoppas Arena, anche luogo di eventi culturali e concerti.